# Agyrta rothschildi
Agyrta rothschildi là một loài bướm đêm thuộc phân họ Arctiinae, họ Erebidae.